# Есинген (Виртемберг)
Есинген (њем. Essingen) општина је у њемачкој савезној држави Баден-Виртемберг. Једно је од 42 општинска средишта округа Осталб. Према процјени из 2010. у општини је живјело 6.404 становника. Посједује регионалну шифру (AGS) 8136021.

## Географски и демографски подаци
Есинген се налази у савезној држави Баден-Виртемберг у округу Осталб. Општина се налази на надморској висини од 508 метара. Површина општине износи 58,5 km². У самом мјесту је, према процјени из 2010. године, живјело 6.404 становника. Просјечна густина становништва износи 109 становника/km².